# Stéphanie Di Giusto

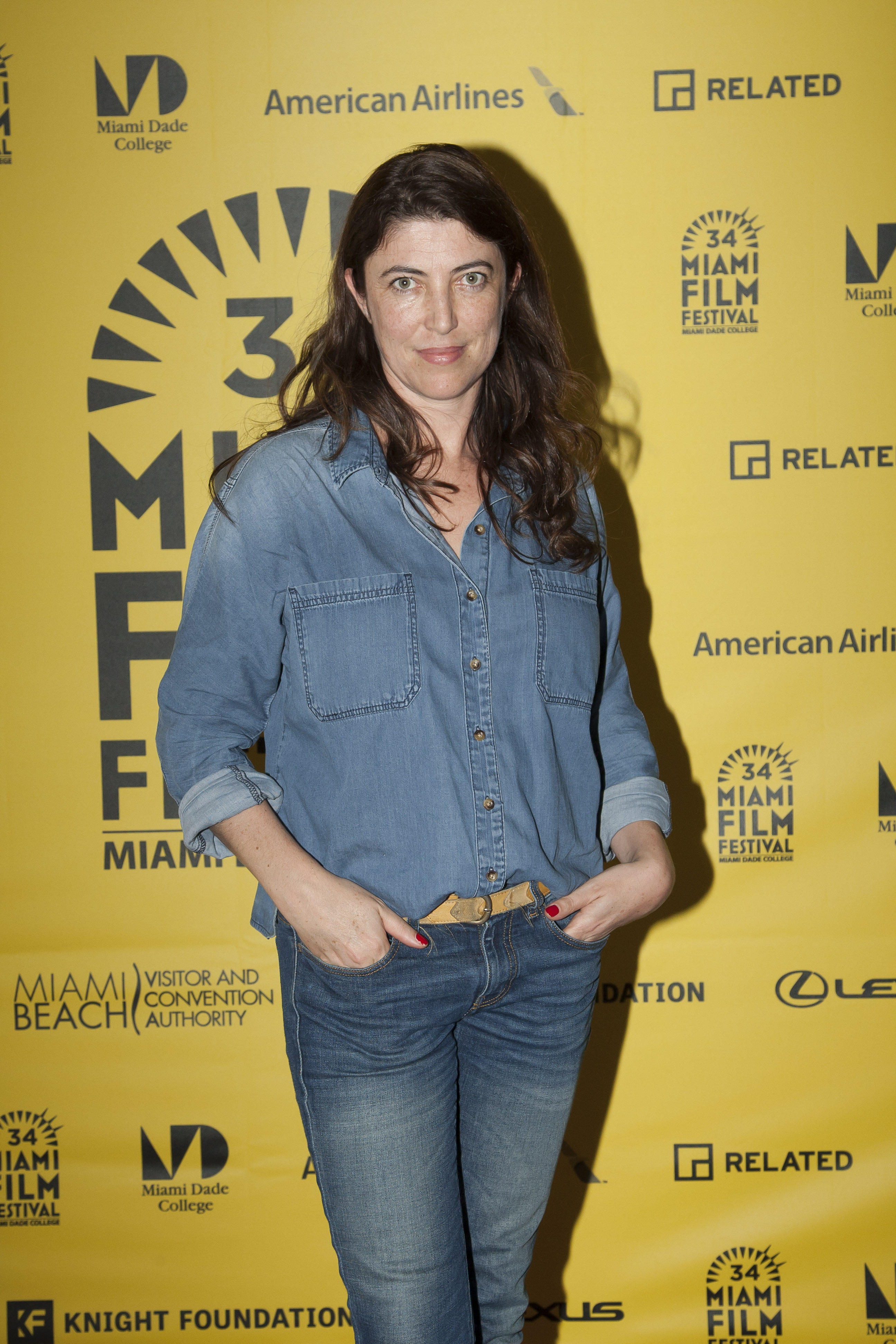
Stéphanie Di Giusto 2017

Stéphanie Di Giusto ist eine französische Fotografin und Filmregisseurin. Musikvideos drehte sie auch unter dem Pseudonym Paf! Le chien.

## Leben
Di Giusto studierte bis 1997 an der École supérieure d’arts graphiques Penninghen in Paris; zu ihren Dozenten gehörte unter anderem Fotografin Agnès Propeck. Sie war zunächst als Regisseurin für Videoclips tätig. Zu ihren Arbeiten zählen Mon amour (2004) von Elsa Lunghini, Ta douleur (2005) von Camille, Money Note (2008) von Brigitte Fontaine und der Clip zum Titel Further Complications (2009) von Jarvis Cocker. Anschließend war sie im Bereich Modefotografie tätig und arbeitete regelmäßig mit Designerin Vanessa Bruno zusammen, wobei sie in ihren Filmen unter anderem Kate Bosworth (Løv) und Lou Doillon (La bel été, Day for Night) in Szene setzte. Werbeclips entstanden unter anderem für Levi’s und Chloé. Für Zeitschriften wie Vogue und Elle war sie als Modefotografin tätig und schuf für Künstler wie Pauline Croze und Émilie Simon das Artwork bei CD-Veröffentlichungen.

## Wirken
Im Jahr 2016 veröffentlichte Di Giusto ihren ersten Langspielfilm als Regisseurin: An Die Tänzerin über das Leben von Loïe Fuller hatte sie insgesamt sechs Jahre gearbeitet. Der Film erlebte auf den Internationalen Filmfestspielen von Cannes 2016 seine Uraufführung und war unter anderem für die Caméra d’Or nominiert. In der Kategorie Bestes Erstlingswerk erhielt Di Giusto 2017 eine César-Nominierung und eine Nominierung für den Prix Lumières (Heike Hurst Award).
Der Film Rosalie aus dem Jahr 2023 erzählt die Geschichte einer Frau, die gegen gesellschaftliche Normen des 19. Jahrhunderts rebelliert: Die mit einer Hormonstörung, die übermäßigen Haarwuchs verursacht, geborene Frau strebt danach, bedingungslos geliebt zu werden und ein Kind zu haben, und trotz der Empörung ihres Ehemanns und den gesellschaftlichen Erwartungen, lernt sie, zu ihrer Andersartigkeit zu stehen und gewinnt durch eine mutige Wette an Selbstvertrauen.